# Biplà

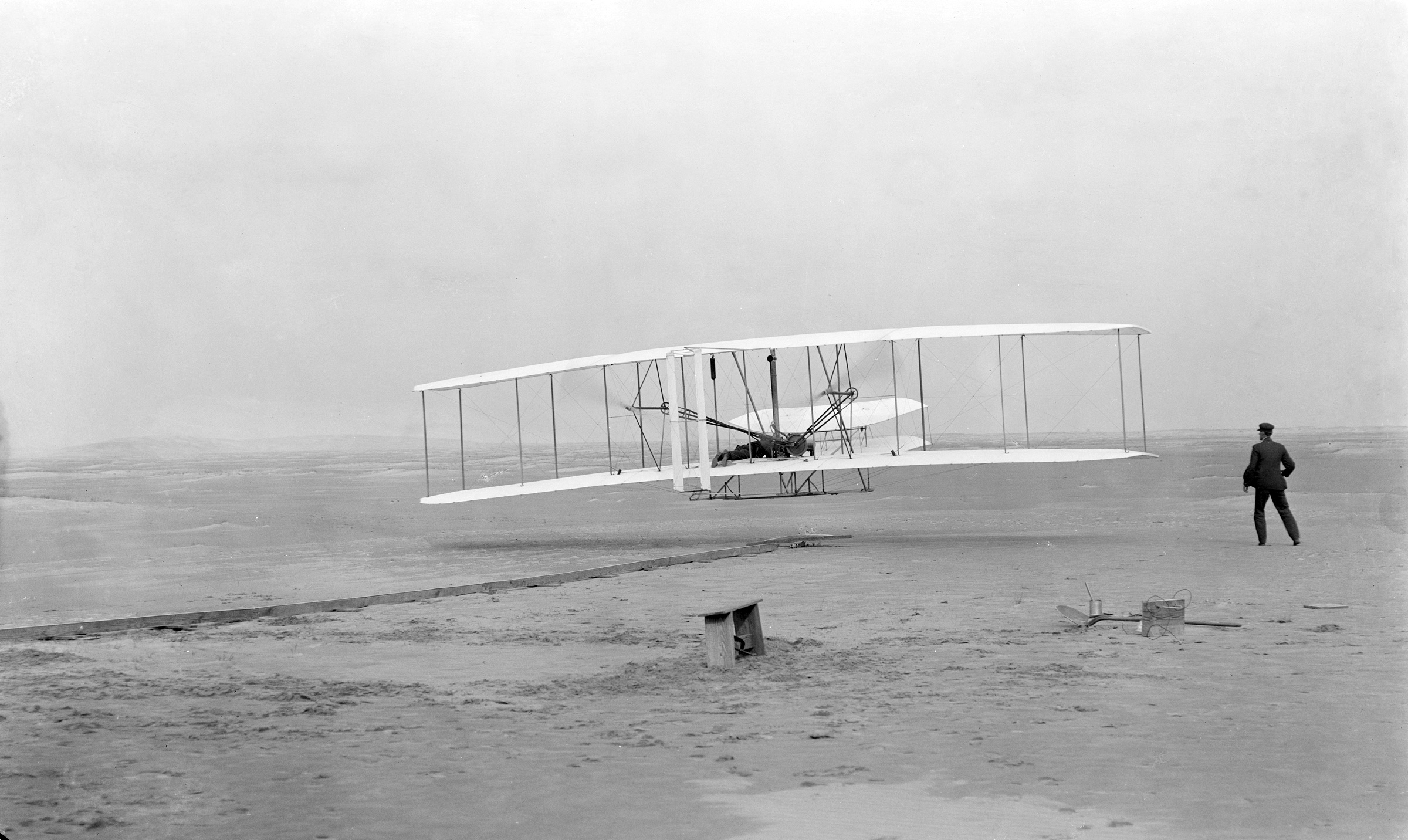
El Flyer I dels germans Wright, la primera màquina voladora, fou un biplà.

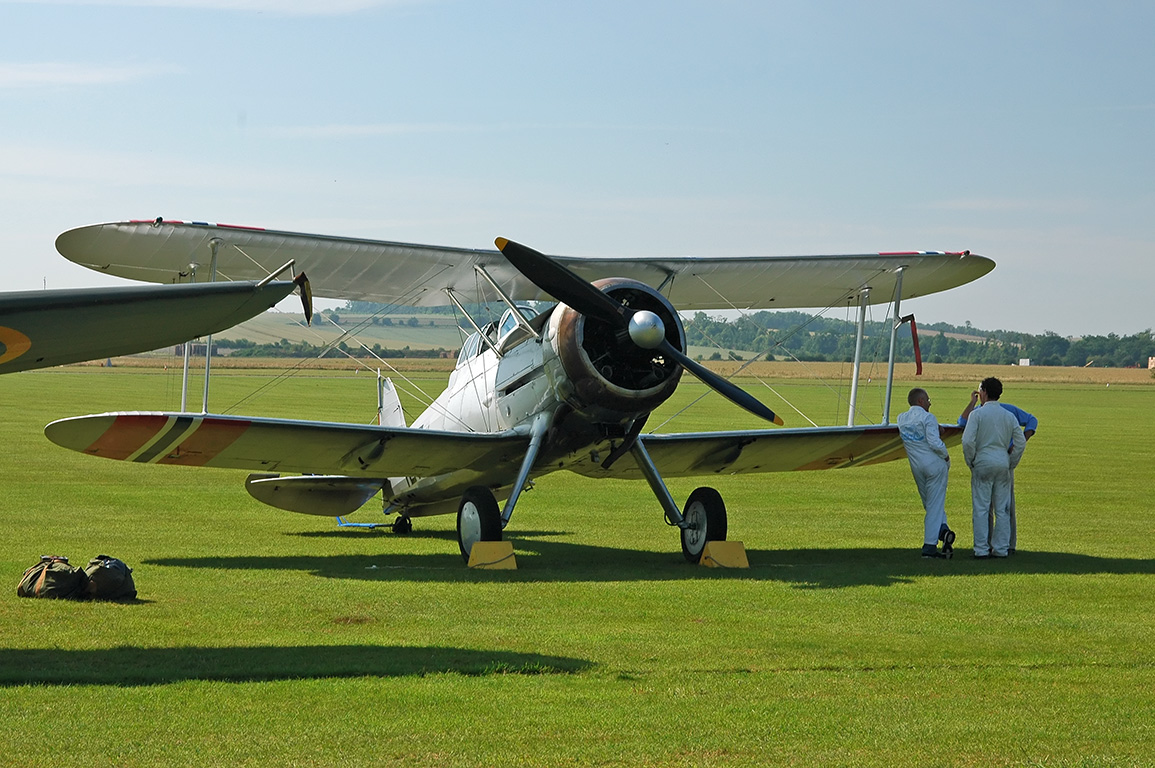
Biplà Gloster Gladiator.

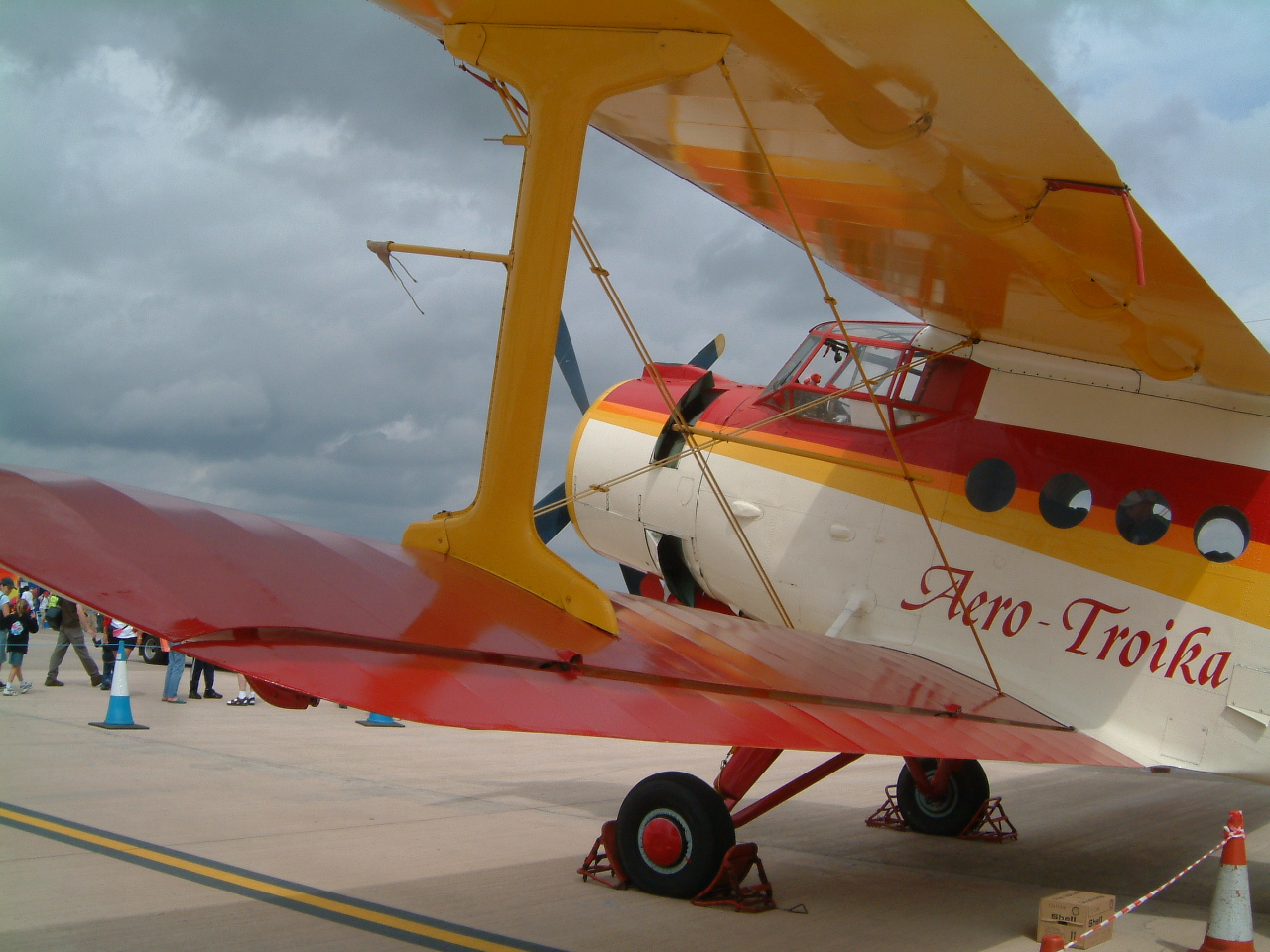
Vista lateral d'un biplà Antónov An-2

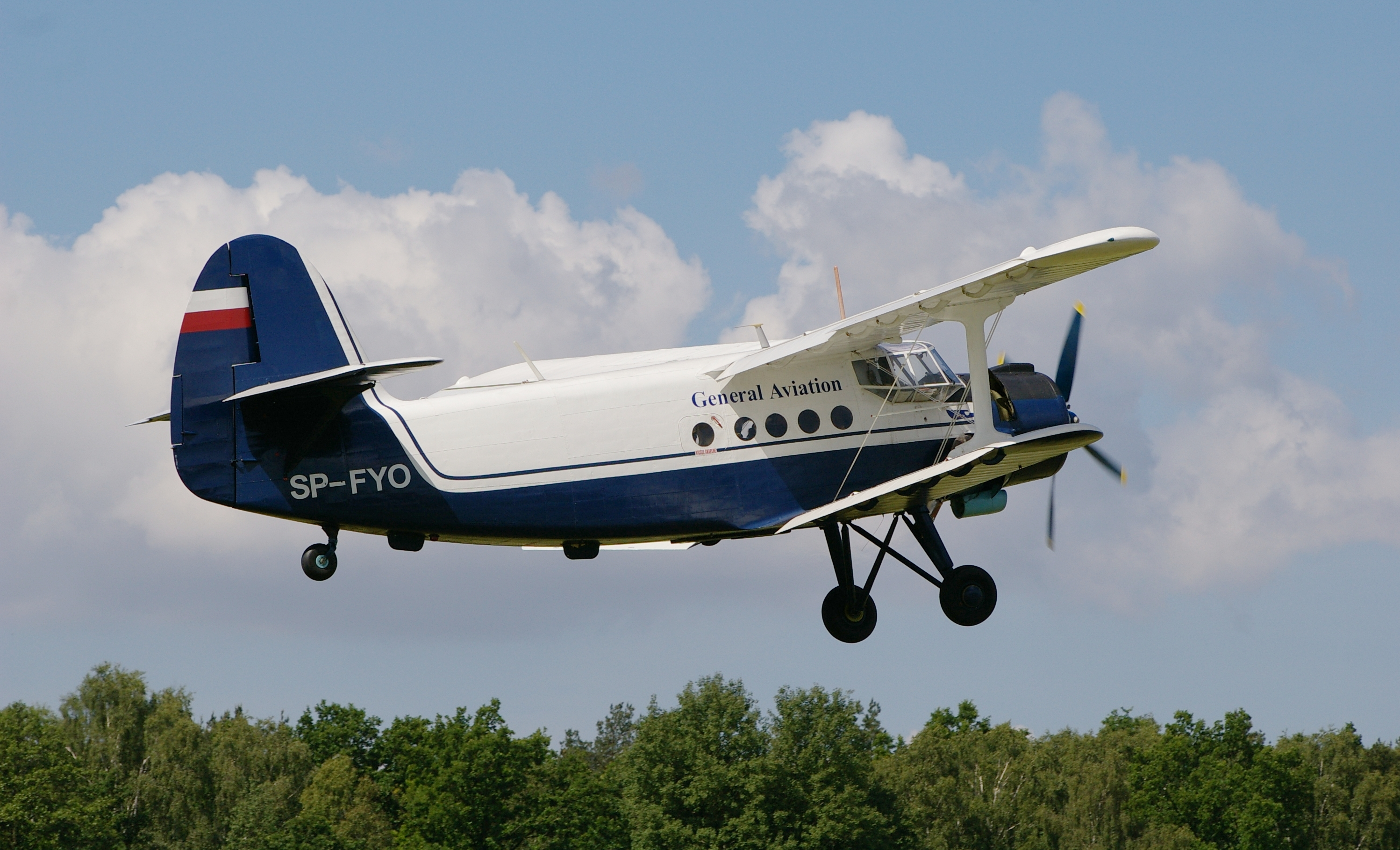
Un Antónov An-2 en vol

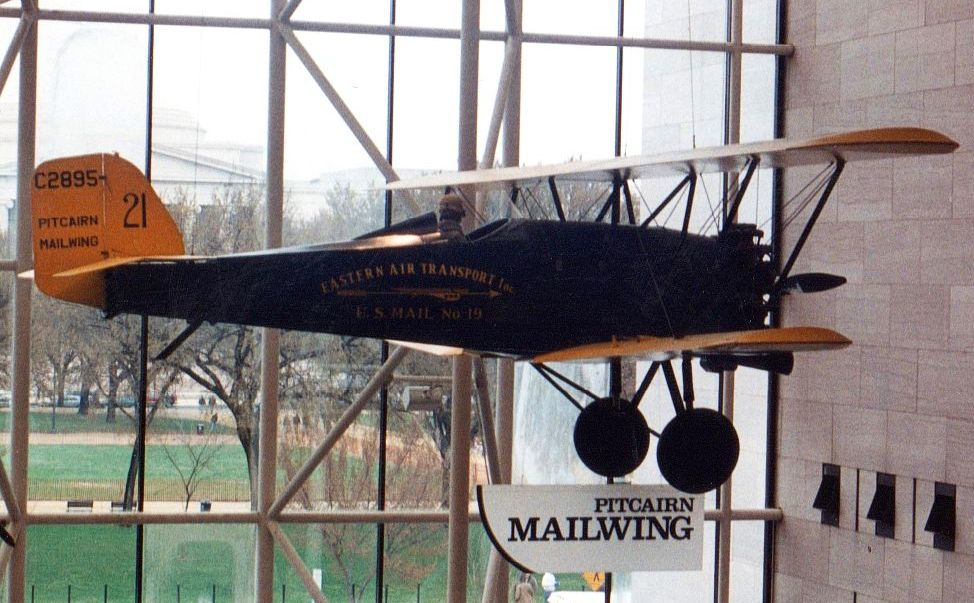
Biplà Pitcairn Mailwing PA-5. Utilitzat pel Servei Postal dels Estats Units, 1927-1928. Museu Nacional de l'Aire i l'Espai. Washington DC.

Un biplà és un avió d'ales fixes amb dos grups d'ales de similar envergadura, normalment unes muntades sobre del fuselatge i les altres a sota. Generalment les ales de la part superior se superposen a les de la part inferior, i unes estructures verticals solen posicionar-se simètricament en ambdós costats del fuselatge (connectant les seccions rígides de la part superior i inferior formant una estructura forta). Quan els grups alars superior i inferior només se superposen en part, es coneix com a escaló, i està dissenyat per a minimitzar les interferències aerodinàmiques entre ambdós grups alars. En el més comú d'aquests dissenys el grup alar superior està avançat a l'inferior, però també s'ha utilitzat la configuració contrària, per exemple en el Beechcraft Staggerwing.
Els avions construïts amb dos grups alars (o tres en el cas dels triplans) tenen generalment més sustentació que els monoplans de la mateixa mida i envergadura alar similar, però la majoria dels biplans també tenen una tercera superfície horitzontal, el timó de profunditat, per a controlar l'angle d'atac de l'avió. Un o els dos grups alars poden tenir flaps o alerons per a ajudar en els viratges laterals o al control de velocitat.
Els biplans foren els avions més populars en les primeres èpoques de l'aviació, quan les seccions alars utilitzades eren molt estretes i conseqüentement l'estructura alar havia de ser reforçada per cables externs. La configuració del biplà permetia a ambdós grups alars reforçar-se mútuament, incrementant la resistència estructural. Un altre avantatge era el disseny més compacte, ja que les ales tenien menor envergadura, cosa que els proporcionava major maniobrabilitat. El gran desavantatge de la configuració en biplà era que els dos grups alars interferien entre si aerodinàmicament, reduint la sustentació que proporcionava cada grup alar. Això significava que per a una superfície alar donada els biplans proporcionaven més resistència alar i menys sustentació que un monoplà. Un cop s'introduïren seccions alars més gruixudes i materials estructurals millorats, s'eliminà la necessitat de les abraçadores externes, els monoplans aviat substituïren als biplans en l'aviació.
Els dissenys de biplans moderns d'avui en dia s'han fet un espai al mercat de les acrobàcies aèries i en els avions dedicats a l'agricultura.
Una variant dels biplans són els sesquiplans, on generalment el grup alar inferior és significativament més petit que l'altre, ja sigui en envergadura, corda o ambdues. A vegades, el grup alar inferior era només prou llarg per a albergar l'estructura de suport del grup alar superior.
El nom significa "una ala i mitja".
Alguns biplans famosos són l'Avro Tutor, l'Antónov An-2, el Beechcraft Staggerwing, el Boeing Stearman, el Bristol Bulldog, el de Havilland Tiger Moth, el Fairey Swordfish, el Hawker Hart, el Pitts Special i el Flyer I dels germans Wright. El Stearman està particularment associat amb el truc dels homes que caminaven sobre les ales dels avions. Altres famosos sesquiplans inclouen el Nieuport 17 i l'Albatros D.III. La gran majoria dels dissenys de biplans s'han fet per a dur motors alternatius de poca potència; algunes excepcions en són l'Antónov An-3 i el WSK-Mielec M-15 Belphegor, que porten motors turbohèlice i turboventilador respectivament. Alguns dissenys vells de biplans, tals com el Grumman Ag Cat i el ja mencionat Antónov An-2 (i Antónov An-3) estan disponibles en versions millorades i actualitzades amb motors turbohèlice.